# Lưu Tuần (Tam Quốc)
Lưu Tuần (tiếng Trung: 劉循; bính âm: Liu Xun; ? - ?), không rõ tên tự, là tướng lĩnh nhà Quý Hán thời Tam Quốc trong lịch sử Trung Quốc.

## Cuộc đời
Lưu Tuần quê ở huyện Cánh Lăng, quận Giang Hạ, Kinh Châu, là con trai trưởng của Ích Châu mục Lưu Chương, cháu nội Ích Châu mục Lưu Yên. Vợ Lưu Tuần là con gái của Bàng Hi. Năm 194, Quan Trung đại loạn, Bàng Hi hộ tống các cháu nội của Lưu Yên vào đất Thục, có khả năng bao gồm Tuần.
Năm 213, Kinh Châu mục Lưu Bị cùng Lưu Chương trở mặt, phát sinh chiến sự. Quân Kinh Châu từ ải Bạch Thủy tiến quân không gặp ngăn trở. Lưu Chương ban đầu phái Lưu Khôi, Trương Nhiệm, Lãnh Bào, Đặng Hiền, Ngô Ý phòng ngự Phù Thành, sau lại phái Lý Nghiêm, Phí Quán chi viện Miên Trúc. Phù Thành sau đó là Miên Trúc liên tục bị phá. Ngô Ý, Lý Nghiêm, Phí Quán lần lượt đầu hàng.
Lưu Chương bối rối, phái Lưu Tuần đến Lạc Thành, cùng các tướng Lưu Khôi, Trương Nhiệm cố thủ. Ba tướng phòng ngự Lạc Thành hơn một năm mới bị phá. Trương Nhiệm bị hành hình, không rõ Lưu Tuần bị tù binh hay chạy về Thành Đô.
Năm 214, Lưu Chương đầu hàng Lưu Bị, được phong làm thái thú Công An, cùng con thứ Lưu Xiển đến Kinh Châu. Bố vợ của Lưu Tuần là Bàng Hi xin Lưu Bị để Tuần ở lại Ích Châu. Tuần nhận chức Phụng xa trung lang tướng, lưu lại Thành Đô, sau đó không còn ghi chép. Năm 219, Tôn Quyền đánh lén Kinh Châu, cha con Lưu Chương, Lưu Xiển hàng Ngô.

## Trong văn hóa
Trong tiểu thuyết Tam quốc diễn nghĩa, Lưu Tuần xuất hiện ở hồi 62, thân phận giống như trong lịch sử. Lưu Bị cho quân tấn công huyện Lạc, Đặng Hiền, Lãnh Bào lần lượt bị đánh bại. Lưu Khôi túng thế, cho người về Thành Đô cầu viện. Lưu Tuần chủ động xin cầm quân, dẫn theo Ngô Ý, Ngô Lan, Lôi Đồng chi viện. Trong cả trận chiến, Lưu Tuần cùng Lưu Khôi giữ thành cố thủ, còn các tướng còn lại dẫn quân giao tranh. Quân Xuyên cuối cùng thua trận, Lãnh Bào, Đặng Hiền, Trương Nhiệm lần lượt bị giết; Ngô Ý, Ngô Lan, Lôi Đồng, Trác Ưng đầu hàng. Ở Lạc Thành, Trương Dực giết Lưu Khôi, mở thành đầu hàng Lưu Bị. Lưu Tuần phải mở cửa tây chạy về Thành Đô, thuật lại sự việc cho Lưu Chương.